# Bob Copp
Bob Copp (1918-2006) est un ancien joueur canadien de hockey sur glace.

## Biographie
Bob Copp naît le 15 novembre 1918 à Port Elgin, au Nouveau-Brunswick. Il a joué dans la Ligue nationale de hockey pour l'équipe des Maple Leafs de Toronto au poste de défenseur. Il meurt le 12 décembre 2006.